# Матеуш Моравецки
Матѐуш Я̀куб Моравѐцки (на полски: Mateusz Jakub Morawiecki) е полски политик, банкер и икономист, бивш министър-председател на Полша от 11 декември 2017 г. до 13 декември 2023 г.

## Биография
Роден е на 20 юни 1968 г. във Вроцлав, Полша. Син на Корнел Моравецки, основател и лидер на нелегалната антикомунистическа организация „Бореща се Солидарност“ (на полски: Solidarność Walcząca).

## Ранни години
През 80-те години той участва в дейностите на опозицията, включително в „Бореща се Солидарност“ и в Независимия съюз на студентите.
Завършва история във Вроцлавския университет (1992 г.). Учи бизнес администрация в Политехническия институт във Вроцлав (1993) и едновременно в Университета в Централен Кънектикът. Получава диплома от Икономическата академия във Вроцлав (1995). През 1995 – 1997 г. учи право и въпроси на икономическата интеграция в университета в Хамбург.
През 1996 – 2004 г. преподава в Стопанската академия във Вроцлав, а през 1996 – 1998 г. в Политехническия институт във Вроцлав.
През 1998 – 2002 г. е заместник-председател на областния съвет на Долносилезкото войводство от Избирателната акция „Солидарност“.
От 1998 г. заема позиции в управлението на банка „BZ WBK“, като през 2007 – 2015 г. е бил неин председател.
През 2015 г. е назначен за заместник министър-председател и министър на развитието в правителството на Беата Шидло. През март 2016 г. се присъединява към партията „Право и справедливост“, преди това той е бил непартиен член на правителството. От септември 2016 г. е министър на развитието и финансите.
След оставката на Беата Шидло като министър-председател на 7 декември 2017 г. Матеуш Моравецки е номиниран от партията „Право и справедливост“ за поста министър-председател на Полша. Противик е на бързото присъединяване на страната към еврозоната. Критикува социализма и неолиберализма.
Семеен е с четири деца.